# 人中之龍7 光與闇的去向
《人中之龍7 光與闇的去向》是世嘉於2020年1月16日在PlayStation 4率先發售的回合制角色扮演遊戲。本作是《人中之龍》系列的第七部主要作品。游戏相比系列之前的作品有不少变化，游戏类型由此前的动作冒险改为了日式角色扮演，游戏中的主角、相關人物以及故事背景則延續自另一部同名系列作改編的網路遊戲《人中之龍 Online》，故事的主要舞台也從系列作的東京神室町變更為橫濱伊勢佐木異人町。
2020年5月7日，世嘉宣布本作将作为首发游戏登陆Xbox Series X/S主机，并且将同时登陆Xbox One、Windows 10與Steam商店（亞洲區封鎖至2021年2月25日开放销售），這也是人中之龍系列第四個登入PC平台與Xbox平台的作品。
2020年7月22日宣布，預計Xbox One、歐美商店PlayStation 4、Windows 10與Steam商店，此款在未來也會登入PlayStation 5。
2020年9月10日，世嘉宣布推出Xbox Series X/S的價錢與銷售日時，確定在2020年11月10日推出。
2020年9月28日宣布，Xbox One、歐美商店PlayStation 4、Windows 10與Steam商店發售日期跟Xbox Series X/S一樣，統一在2020年11月10日發售。
2020年9月28日宣布，《人中之龍7 光與闇的去向國際版》在2021年3月2日推出PlayStation 5版本，在PS4版本可以免費升級，但存檔的內容無法移植到PS5，等於全部都要重新重破。
原定2021年2月25日在Steam版本中的國際亞洲版，因發生問題，延期到2021年2月26日才正式開放。

## 故事大綱
2001年1月1日。隸屬東城會三次團體「荒川組」的年輕黑道春日一番，受組長荒川真澄所託，請他頂替若頭澤城丈犯下的殺人罪。為了珍愛的組織以及尊敬的組長，春日自願出面頂罪並因此度過18年的牢獄生活，並終於在2019年出獄，但卻沒有任何人前來迎接出獄的春日。
孤獨一人回到神室町的春日，卻發現神室町已經不是他所熟悉的模樣。由於警察進行的「神室町３K作戰」計畫，造成東城會因此崩壞。現在的神室町已經被警方以及關西的黑道組織近江連合完全支配。造成這種情況的真凶就是他過去敬愛的組長荒川真澄，不敢置信的春日因此前去荒川真澄的所在地。但卻被近江連合組員以及過去的大哥澤城阻礙。春日突破萬難下，終於見到他所憧憬並當成父親一樣的「組長」，但這18年後的再會，卻沒有任何喜悅，反而讓荒川冷酷地用槍對著春日扣下板機，春日因此視線逐漸模糊而昏迷並在生死之間徘徊著。
甦醒過來的春日，發現他醒來的地方竟然是有許多厚紙板及垃圾建成的遊民區，驚訝的春日趕緊向他遇到的其中一名遊民難波詢問此處是哪裡，難波則是冷淡地回答這裡是橫濱伊勢佐木異人町。
失去一切的春日，為了查出自己尊敬的組長荒川和組織為何產生巨變以及破壞神室町的真正幕後黑手究竟為何人，決定要靠自己的力量集結各路同伴們一起徹底從這一片谷底進行最大的翻身。

## 登場人物
和人中之龍系列作一樣，部分角色的面貌以配音的演員為原型而製作出來。

## 遊戲系統

不同以往的即時戰鬥，這次採用指令選單作為戰鬥系統。

本作的戰鬥系統和系列前作不同，從原本的即時動作戰鬥風格變成可以下達不同指令的選單式RPG風格戰鬥系統，開發人員將其命名為「動態指令 RPG 戰鬥」。
玩家將操控春日一番以及其他成員進行戰鬥，戰鬥時除了基本的「攻擊」、「防禦」以及「逃走」，還能發動必殺技「極技」或是與附近的物件互動來擊退敵人。
在《人中之龍7 光與闇的去向》裡面，每個成員都有各自專屬技能以及職業，例如春日一番的職業為「勇者」，可以透過武器「球棒」來攻擊或是給予隊友增益狀態；女性專用的職業「偶像」除了擁有治療成員的能力，還會使用麥克風或是魅惑來對付敵人的攻擊。

## 開發
2019年愚人節，人中之龍工作室發布了疑似人中之龍新作的遊戲試玩影片。同年8月29日在秋葉原UDX大樓舉辦「『人中之龍最新作』記者發表會」，正式發表人中之龍系列的最新作品。取代直到前作《人中之龍6 生命詩篇。》為止的主角「桐生一馬」，由新角色「春日一番」擔任新作的主角。伴隨著主角的改變，標題設計也呼應春日的身分而變更成更有元氣的印象，与此同时本作支援简体中文版。
本作與2018年11月21日發表的《人中之龍 Online》的故事同時進行，故事的序盤都是一樣的發展，但後續則有不同的走向。主要舞台雖然變更成初次登場的橫濱伊勢佐木異人町，但系列作中的東京神室町以及大阪蒼天堀也依然會登場。
本作冒險部分雖然沒有改變，但戰鬥部分從以往即時動作模式變更成RPG的指令模式。本次是下定決心要更改原來的戰鬥模式，這是為了讓欠缺像是桐生般實力和權力的春日在面對困難時，可以更加凸顯出同伴存在的必要，因此認為要以RPG的方式呈現才會更加適合，因此決定進行變更。
主要演出的角色有演員中井貴一、堤真一、安田顯。另外，優先於本作發表之前舉辦的「『人中之龍 最新作』助演女星選秀會」中合格的5位參賽者也會在本作演出。
此外本作主角春日一番最喜歡的電玩遊戲為《勇者鬥惡龍》，並且還在故事影片中大聲說出要像勇者鬥惡龍的主角一樣往上爬，依據名越監督表示，這一段的表現是獲得勇者鬥惡龍之父堀井雄二以及史克威爾艾尼克斯公司的同意後才安插於本作故事之中。

## 音乐
- 湘南乃風&中田康貴 - 「一番歌」

本次主題曲由知名音樂製作人中田康貴以及著名雷鬼搖滾樂團湘南乃風共同創作。同時，這也是湘南乃風第三次為人中之龍系列創作主題曲。

## 發行
《人中之龍7 光與闇的去向》將於2020年1月16日在日本發售。台灣發售時間與日本相同，並收錄簡體和繁體中文字幕。遊戲的歐美版只宣布遊戲將在2020年推出。
2020年2月26日宣布推出收費DLC禮包:耐玩要素擴充組合包，有二周目高難度等，發售時間在2020年4月9日。2020年5月7日，世嘉宣布本作将作为首发游戏登陆Xbox Series X主机，并且将同时登陆Xbox One、Windows 10與Steam商店。

## 媒體評價
| 汇总媒体   | 得分                                                        |
| ---------- | ----------------------------------------------------------- |
| Metacritic | PC: 83/100 PS4: 84/100 XONE: 89/100 XSX: 83/100 PS5: 86/100 |

| 媒体          | 得分    |
| ------------- | ------- |
| Destructoid   | 7.5/10  |
| Game Informer | 9.25/10 |
| GamesRadar+   | [ 25 ]  |
| GameSpot      | 9/10    |
| IGN           | 7/10    |
| Push Square   | 8/10    |
| Fami通        | 38/40   |

## 獎項
| 年份 | 獎項         | 類別     | 結果 | 來源          |
| ---- | ------------ | -------- | ---- | ------------- |
| 2018 | 日本遊戲大賞 | 未來部門 | 獲獎 | [ 30 ] [ 31 ] |

## 后续
2022年9月，如龙工作室公布了《如龙7》的外传《人中之龍7外傳 英雄無名》，游戏主角由系列主角桐生一马回归担任，而游戏方式也从7代的回合制战斗变回传统的即时动作战斗。游戏於2023年发售，並登陆PlayStation 4、PlayStation 5、Xbox One、Xbox Series X/S以及Windows等平台。

## 備注
1. ↑  橫濱伊勢佐木異人町的原型為橫濱的伊勢佐木町，此外過去系列作中出現的東京神室町以及大阪蒼天堀也會在本作中登場。
2. ↑  除了獲得第一名的鎌滝えり（日语：鎌滝えり）以外，還有獲得特別獎的宮越愛恵、里々佳（日语：里々佳）、沢すみれ（日语：沢すみれ）、柳いろは（日语：柳いろは）等5人[11]。
3. ↑  前兩次為《黑豹2 人中之龍 阿修羅篇》以及《人中之龍0 誓約的場所》。

## 外部連結
- 龍が如く7 光と闇の行方 （页面存档备份，存于）
- 龍が如く7 光と闇の行方 インターナショナル （页面存档备份，存于）
- 龍が如く 情報局 （页面存档备份，存于）
- YouTube上的人中之龍7 光與闇的去向播放列表 - PlayStation Japan
- YouTube上的人中之龍7 光與闇的去向頻道